# بلايريو 125
بلايريو 125 (بالإنجليزية: Blériot 125)‏ هي طائرة ركاب بمحركين وذات جسمين (twin fuselage). أنتجت في فرنسا. من صناعة بلايريو ايروناتيك. كان أول طيران لها في 9 مارس 1931. صنع منها طائرة واحدة.